# خریت ملمان
خریت ملمان (هلندی: Gerrit Möhlmann؛ زادهٔ ۲ اوت ۱۹۵۰) دوچرخه‌سوار اهل هلند است.